# جولييت (قمر)
بالإنكليزية Juliet هو قمر طبيعي داخلي لأورانوس . وقد اكتشف من الصور التي التقطها فوياجر 2 في 3 كانون الثاني 1986 وحصل على اتعيين المؤقت S/1986 U 2 . اسمه مشتق من بطلة مسرحية ويليام شكسبير روميو وجولييت . يعرف أيضا بأورانوس الحادي عشر.
ينتمي جولييت إلى مجموعة أقمار بورتشيا والتي تتكون من 27 قمرا، والتي تتضمن أيضا بيانكا وكريسيدا وديسديمونا وبورشيا وروزاليند وكيوبيد وبليندا وبرديتا و لهذه الأقمار نفس الخصائص المدارية .
يبلغ نصف قطر مداره 53 كم و البياض الهندسية 0.08
يظهر جولييت ككائن ممدود في الصور الملتقطة عبر فوياجر 2 ، و يتجه محوره الرئيسي م نحو أورانوس، وسطحه رمادي اللون.
من المحتمل حدوث تصادم بين جولييت مع ديسديمونا في غضون 100 مليون سنة المقبلة .